# Dypsis robusta
Dypsis robusta là loài thực vật có hoa thuộc họ Arecaceae. Loài này được Hodel, Marcus & J.Dransf. mô tả khoa học đầu tiên năm 2005.